# Giovanni Battista Amici
Giovanni Battista Amici (1786-1863) là nhà thiên văn học, nhà vật lý người Ý. Ông phát minh ra kỹ thuật dầu nhũ tương dành cho kính hiển vi vào năm 1840. Kỹ thuật đó chỉ đơn giản là nhúng vật đang nghiên cứu vào một màng dầu, nhưng kỹ thuật này rất quan trọng vì nó làm giảm độ quang sai. Năm 1855, ông trình diễn các thấu kính dìm trong nước dùng cho kính hiển vi.